# Пабло Маффео
Пабло Маффео (ісп. Pablo Maffeo, нар. 12 липня 1997, Сан-Жуан-Даспі) — іспанський футболіст, захисник, півзахисник клубу «Мальорка». Виступав також за клуб «Манчестер Сіті», в якому став володарем Кубка англійської ліги.

## Клубна кар'єра
Народився 12 липня 1997 року в місті Сан-Жуан-Даспі. У професійному футболі дебютував 2012 року виступами за команду «Еспаньйол Б», в якій грав до кінця 2013 року, взявши участь в одному матчі чемпіонату. На початку 2014 року Маффео перейшов до англійського клубу «Манчестер Сіті», проте не став у ньому гравцем основного складу, і до 2018 року манчестерський клуб двічі віддавав футболіста в оренду до іспанського клубу «Жирона». У 2018 році Маффео перейшов до німецького клубу «Штутгарт», однак і в ньому гравцем основи не став, і німецький клуб віддавав іспанця в оренду до іспанських клубів «Жирона» й «Уеска».
У 2021 році Пабло Маффео перейшов до іспанського клубу «Мальорка». Станом на 3 березня 2025 року відіграв за клуб з Балеарських островів 112 матчів в національному чемпіонаті.

## Виступи за збірні
У 2013 році Пабло Маффео дебютував у складі юнацької збірної Іспанії, загалом на юнацькому рівні взяв участь у 6 іграх. Протягом 2017—2018 років Маффео залучався до складу молодіжної збірної Іспанії, на молодіжному рівні зіграв у 5 офіційних матчах.

## Титули і досягнення
- Володар Кубка англійської ліги (1):

«Манчестер Сіті»: 2015–2016